# IC 4464
IC 4464 — галактика типу SB0 (компактна витягнута галактика) у сузір'ї Центавр.
Цей об'єкт міститься в оригінальній редакції індексного каталогу.